# Bolesław Baranowski (generał)
Bolesław Baranowski (ur. 16 października 1943 w Wojnarowej) – generał brygady Wojska Polskiego.

## Życiorys
Syn Michała, rolnika i Zofii z domu Szczerba. W 1957 ukończył Szkołę Podstawową w Wojnarowej. Absolwent Technikum Kolejowego w Nowym Sączu (1962). We wrześniu 1962 został podchorążym Oficerskiej Szkoły Wojsk Pancernych w Poznaniu. Po ukończeniu szkoły został promowany w dniu 19 września 1965 na podporucznika w korpusie oficerów wojsk pancernych i wyznaczony na stanowisko dowódcy plutonu czołgów w 20 pułku czołgów w Stargardzie Szczecińskim. W 1968 został dowódcą kompanii w stopniu porucznika w 24 pułku czołgów 20 Warszawskiej Dywizji Pancernej. 
We wrześniu 1969 forsował rzekę Odrę k. Krosna Odrzańskiego (w ramach ćwiczenia „Odra-Nysa 69"), pokonując ją po dnie całą kompanią w rekordowym wówczas czasie 10 minut. W grudniu 1969 reprezentował Pomorski Okręg Wojskowy w tzw.„Zlocie Gwiaździstym”, a w styczniu 1970 został wytypowany do doświadczalnej inspekcji prowadzonej przez Główny Inspektorat Szkolenia, której celem było sprawdzenie ludzi i sprzętu w trudnych warunkach atmosferycznych.
W 1972 został starszym pomocnikiem szefa sztabu pułku, a od  września 1972 do sierpnia 1975 studiował w Akademii Sztabu Generalnego WP im. gen. broni Karola Świerczewskiego. Po ukończeniu studiów został oficerem wydziału operacyjnego sztabu 20 Dywizji Pancernej. Od 1976 do 1978 był szefem sztabu – zastępcą dowódcy 68 pułku czołgów w Budowie (od 1977 w stopniu majora). W listopadzie 1978 został dowódcą 5 Kołobrzeskiego Pułku Zmechanizowanego im. Otokara Jarosza w Szczecinie. W latach 1982–1984 szef sztabu - zastępca dowódcy 12 Dywizji Zmechanizowanej. Od stycznia do sierpnia 1984 był  p.o. dowódcy tej dywizji. W marcu 1984 uczestniczył w ćwiczeniu pod kryptonimem "Braterstwo Broni", podczas którego uzyskał wysokie oceny. W latach 1984–1986 studiował w Wojskowej Akademii Sztabu Generalnego Sił Zbrojnych ZSRR im. K. Woroszyłowa w Moskwie (od października 1985 w stopniu pułkownika). Po powrocie do kraju był dowódcą 4 Dywizji Zmechanizowanej im. Jana Kilińskiego w Krośnie Odrzańskim. W 1989 i 1990, po uzyskaniu dobrych ocen w ćwiczeniu dywizyjnym i z inspekcji, dowodzona przez niego dywizja uzyskiwała dwukrotnie tytuł „Przodującego Związku Taktycznego WP”. W maju 1990 na mocy postanowienia Prezydenta RP został mianowany na stopień generała brygady. Akt nominacyjny otrzymał 9 maja 1990 w Belwederze z rąk Prezydenta RP gen. Wojciecha Jaruzelskiego.
Od sierpnia 1991 był zastępcą dowódcy Grupy Organizacyjno-Przygotowawczej Krakowskiego Okręgu Wojskowego do spraw liniowych, od 1992 zastępcą dowódcy tego okręgu (gen.Zenona Bryka) ds. liniowych, a w latach 1993–1998 zastępcą dowódcy – szefem szkolenia tego okręgu. W grudniu 1998 został zastępca dowódcy Korpusu Powietrzno-Zmechanizowanego (w 2001 przemianowanego na 2 Korpus Zmechanizowany) w Krakowie. Ukończył kurs oficerów flagowych Akademii Obrony NATO w Rzymie (1993) oraz kurs języka angielskiego w Camp Borden w Kanadzie (1996).
15 kwietnia 2002, po 40 latach zawodowej służby wojskowej, został oficjalnie pożegnany przez ministra obrony narodowej Jerzego Szmajdzińskiego i przeniesiony do rezerwy, a w roku 2003 w stan spoczynku.

## Awanse
W trakcie wieloletniej służby w Wojsku Polskim otrzymywał awanse na kolejne stopnie wojskowe:
- podporucznik – 1965
- porucznik – 1968
- kapitan – 1972
- major – 1977
- podpułkownik – 1981
- pułkownik – 1985
- generał brygady – 1990

## Życie prywatne
Mieszka w Krośnie Odrzańskim. Interesuje się sportem i historią Polski. Żonaty, dwoje dzieci. 

## Odznaczenia i wyróżnienia
- Krzyż Kawalerski Orderu Odrodzenia Polski (1990)
- Złoty Krzyż Zasługi (1982)
- Srebrny Krzyż Zasługi (1969)
- Złoty Medal „Siły Zbrojne w Służbie Ojczyzny” (1981)
- Srebrny Medal Siły Zbrojne w Służbie Ojczyzny
- Złoty Medal Za zasługi dla obronności kraju (1985)
- Srebrny Medal Za zasługi dla obronności kraju
- Brązowy Medal Za zasługi dla obronności kraju
- Wpis do Honorowej Księgi Ministerstwa Obrony Narodowej (2001)
- inne odznaczenia